# (25370) Karenfletch
(25370) Karenfletch est un astéroïde de la ceinture principale d'astéroïdes.

## Description
(25370) Karenfletch est un astéroïde de la ceinture principale d'astéroïdes. Il fut découvert le 7 octobre 1999 à Socorro (Nouveau-Mexique) par le projet LINEAR. Il présente une orbite caractérisée par un demi-grand axe de 2,66 UA, une excentricité de 0,10 et une inclinaison de 9,0° par rapport à l'écliptique.